# Gotham (Wisconsin)
Gotham es un lugar designado por el censo ubicado en el condado de Richland en el estado estadounidense de Wisconsin. En el Censo de 2010 tenía una población de 191 habitantes y una densidad poblacional de 185,29 personas por km².

## Geografía
Gotham se encuentra ubicado en las coordenadas 43°13′21″N 90°17′49″O / 43.22250, -90.29694. Según la Oficina del Censo de los Estados Unidos, Gotham tiene una superficie total de 1.03 km², de la cual 1.03 km² corresponden a tierra firme y (0%) 0 km² es agua.

## Demografía
Según el censo de 2010, había 191 personas residiendo en Gotham. La densidad de población era de 185,29 hab./km². De los 191 habitantes, Gotham estaba compuesto por el 100% blancos, el 0% eran afroamericanos, el 0% eran amerindios, el 0% eran asiáticos, el 0% eran isleños del Pacífico, el 0% eran de otras razas y el 0% pertenecían a dos o más razas. Del total de la población el 5.24% eran hispanos o latinos de cualquier raza.